# Кијевски метро мост
Кијевски метро мост (украјински језик: Міст Метро) или Метро мост је један од мостова у Кијеву. Метро мост је први дио метро моста броварске перспективе који се простире преко ријеке Дњепар у Кијеву, главном граду Украјине. Направили су га Георгиј Фукс и И. Иносов, а изграђен је 1965. године, а за јавни саобраћај је отворен 5. новембра 1965. године. Мост се користи и за линију метроа Свјатошинско-Броварска и за аутомобилски саобраћај.
Мост метроа, заједно са Русановским мостом, повезује десни дио Кијева са кијевским насељима: Русановком, Ливобережним масивом, Воскресенком, Шумским масивом и рекреативном зоном — Хидропарком.
На десној обали Дњепра, мост се завршава метро станицом Дњепро.
Мост је изграђен нешто сјеверније од моста Еугеније Бош, који је порушен током Другог свјетског рата.
Од 2008. године мост има статус „новооткривеног објекта културног наслеђа“, споменика архитектуре и урбанизма, науке и технике (безбједносни број 529/1-Кв).

## Опис моста
Мост Метро је прва лучна структура на свијету са великим распонима пројектованим на сувим спојевима. Максимални распон између стубова је 116,97 м. Укупна дужина моста је 682,64 м. Ширина горњег нивоа метроа је 9,4 м. На доњим бочним распонима је коловоз ширине 7 метара у сваком смеру и пешачки тротоари 2,5 м. метара ширине.
Метро мост у Кијеву је двоспратна структура за кретање метро возова (горњи ниво, у средини) и моторних возила (доњи, са стране). Мост је пројектовао кијевски огранак Државног предузећа „Сојуздорпроект“, а аутор и главни инжењер пројекта изградње моста је Георгиј Борисович Фукс.
Метро мост у Кијеву је дугачак 682,64 м, широк 28,9 м и налази се 20 м изнад ријеке Дњепар. Мост има шест распона лучно-конзолне конструкције дужине 117 и 87 м и два непотпуна распона. Карактеристика пројектног решења је уградња полулучних блокова као конзола на носаче и њихово спајање на клинове са накнадним затезањем лучне арматуре. Конзоле су састављене од одвојених армирано-бетонских блокова повезаних металним вијцима.
Мост са своја два распона повезује Венецијанско острво, као и лијеву и десну обалу ријеке Дњепар. Већи распон састоји се од повишеног централног метроа и бочних аутомобила на одвојеним, нижим естакадама. И метро и аутомобилске стазе имају изразиту лучну контуру. То је зато што се метро линија наставља у брдо десне обале са метро станицом Дњепро.
Мањи распон назван Русанивски мост, који повезује Венецијанско острво са лијевом обалом ријеке Дњепар, је више конвенционалнији ниво повезнице, односно то је надвожњак са двије сјеверне саобраћајне траке и јужном метро стазом. 
Број саобраћајних трака је 2+2.

## Инцидент на Метро мосту у Кијеву
Терористичка окупација моста догодила се 18. септембра 2019. године. Ветеран Руско-украјинског рата Олексій Белько претио је да ће разнијети мост. Захтјевао је од власти да зауставе политику капитулације у Донбасу. Саобраћај је био заустављен преко моста на неколико сати, што је изазвало велике проблеме у саобраћају широм града, прије него што је човјек ухапшен. Утврђено је да није имао у посједу никакав експлозив, већ само пушке, којом је пуцао из полицијског дрона.
Непозната особа је 1. јуна 2020. године објавила намјеру да дигне у ваздух мост Метро. На лице мјеста стигли су борци специјалци који су убрзо задржали „детонатор“..

## Инфраструктурна обнова Метро моста у Кијеву
Дана 2. јануара 2019. године издата је наредба градоначелника о давању сагласности на пројекат капиталне санације коловоза моста. Трајање капиталне санације је било 22 мјесеца. Процјењени трошак од 2. новембра 2018. године године износио је 1,825 милијарди UAH (64,8 милиона долара, или 56,9 милиона евра од 2. новембра 2018). Од битних измјена планирано је проширење тротоарског дијела са 2,5 на 3 метра уређењем бициклистичких трака.
Планирано је привлачење кредита ЕБРД (Европска банка за обнову и развој) у износу од 60 милиона евра на 13 година.

## Галерија
- Метро мост и масив на лијевој обали ријеке Дњепар
- Метро мост ноћу
- Надвожњак на левој обали ријеке Дњепар
- Метро воз на мосту
- Распон испоруке
- Поглед са западне обале ријеке Дњепар
- Поглед са јужне платформе метро станице "Дњепар"

## Панораме
- Панорама Метро моста у Кијеву
- Метро мост у Кијеву зими
- Поглед са насипа на Метро мост у Кијеву